# Vernon Handley
Vernon George "Tod" Handley CBE (11 de noviembre de 1930 – 10 de septiembre de 2008) fue un director de orquesta y profesor de música británico, conocido en particular por su apoyo a los compositores británicos. De padre galés y madre irlandesa se crio en Enfield, Middlesex. Adquirió el apodo de "Tod" porque sus pies estaban doblados al nacer, lo que su padre resumió como "Toddle". Handley prefirió el nombre "Tod" a lo largo de su vida sobre sus nombres de pila.

## Formación
Handley asistió a la escuela primaria de Enfield. Mientras estaba en la escuela, vio a la Orquesta Sinfónica de la BBC en su estudio de Maida Vale, donde, según su propio relato, aprendió algo de su técnica de dirección al observar a Sir Adrian Boult. Más tarde, los dos mantuvieron correspondencia a principios de la década de 1950 y se conocieron alrededor de 1958. Pasó un período en las Fuerzas Armadas y luego asistió al Balliol College de Oxford, donde estudió filología inglesa y se convirtió en director musical de la Sociedad Dramática Universitaria. También estudió en la prestigiosa Guildhall School of Music de Londres, donde su instrumento fue el contrabajo (además del trombón y el violín). Después de graduarse, trabajó como albañil y bombero durante el día, dirigiendo orquestas y coros de aficionados por la noche. Después se convirtió en alumno de Sir Adrian Boult. Durante su primera reunión, "pasé por las peores dos horas de contrapunto y armonía a las que me he enfrentado" y luego le preguntaron cómo dirigiría una página de una partitura que Boult le puso delante, la de la Tercera Sinfonía de Sir Arnold Bax, que resultó que Handley había estudiado. Handley dirigió posteriormente esa obra en el primer concierto que dio en Londres, con la orquesta sinfónica del Morley College. Handley siguió siendo defensor de la música de Bax a lo largo de toda su carrera.

## Carrera
El primer compromiso profesional de Vernon Handley fue en 1960, dirigiendo la Orquesta Sinfónica de Bournemouth. En 1962, Handley fue nombrado director musical de la recién formada Orquesta Filarmónica de Guildford, con la que programó gran parte de la música de Bax e hizo la primera grabación de su Sinfonía n.º 4. Handley y su orquesta también grabaron Intimations of Immortality de Gerald Finzi. Dirigió orquestas fuera del Reino Unido, como la Orquesta Filarmónica de Ámsterdam, la Orquesta Filarmónica de Estocolmo, la Orquesta Sinfónica de la Radio Sueca, la Sinfónica de Malmö y la Sinfónica de la Radio de Berlín. Dirigió la Filarmónica de Estrasburgo en una gira por el Reino Unido en 1982 que incluyó música francesa y rusa. En 1983 fue nombrado Director Asociado de la Filarmónica de Londres. Después fue Director Titular de la Orquesta del Ulster de 1985 a 1989, y obtuvo el título de Director Laureado desde 2003 hasta su muerte. De 1986 a 1988, fue director titular de la Sinfónica de Malmö y estuvo activo con varias otras orquestas suecas.
Ocupó puestos de director asistente en otros lugares y fue director emérito de la Real Orquesta Filarmónica de Liverpool. Handley fue nombrado Director Principal de la Orquesta Sinfónica Inglesa en enero de 2007.
Handley era venerado por su entusiasmo e incansable defensa de la música británica, incluyendo la de muchos compositores menos conocidos, pasados de moda o relativamente olvidados cuya reputación artística y popularidad ayudó a revivir. La mayoría (unas 90 de 160) de las grabaciones de Handley fueron de música británica. Se dice que grabó hasta cien estrenos de obras británicas, incluyendo las series de gran éxito en Hyperion Records de las sinfonías de Robert Simpson y de Sir Granville Bantock. Simpson dedicó su <i>Sinfonía n.º 10</i> a Handley. Según Lewis Foreman, Handley "transformó por sí solo la recepción de la música de Granville Bantock". También realizó la primera grabación oficial en gran parte completa del monumental  Omar Khayyám de Bantock. Contribuyó con un prólogo al Diccionario-Catálogo de compositores británicos modernos de Alan Poulton (Greenwood Press) y con un libro sobre Adrian Boult. También grabó sinfonías de Bax, Moeran y Stanford con Chandos Records, así como discos de otras obras orquestales. Handley grabó también las sinfonías de Elgar y Vaughan Williams con EMI. Handley también grabó muchas obras de Sir Malcolm Arnold con Conifer Records, que posteriormente fueron reeditadas en el Reino Unido por Decca Records . Aunque sintió que su carrera podría haber sufrido debido a su defensa de la música británica, pero agregó: "Creo que hay dos tipos de directores: directores músicos y directores de carrera. Siempre he tratado de ser lo primero... y realmente no lo haría de otra manera." 
Handley tenía puntos de vista claros sobre el estilo de los directores, diciendo: "La música no es mimo; no debes convencer de manera fraudulenta a las personas de que han escuchado lo que no han escuchado", y afirmó que "las carreras musicales de alta sociedad ... tienen poco que ver con el trabajo y más que ver con las relaciones públicas". Al cuestionar la influencia de la televisión en la dirección, Handley recordó que Boult le dijo: "Recuerda que estás tocando para el ciego de la audiencia".
Handley recibió numerosos premios, como el Premio al logro especial de la revista Gramophone en 2003 por sus servicios a la música británica (con una campaña de honores "Nod for Tod"); y el for en los Classical BRIT Awards el 3 de mayo de 2007 en el Royal Albert Hall. Fue nombrado Comandante de la Orden del Imperio Británico (CBE) en 2004  (había rechazado el nombramiento como Oficial de la orden en 1988). Obtuvo un Doctorado Honorario de la Universidad de Surrey y fue miembro del Royal College of Music.
Handley murió en su casa en Monmouthshire el 10 de septiembre de 2008. Aquel año estaba programado que dirigiera el Prom 2 de la temporada 2008 de los BBC Proms el 19 de julio, pero se retiró debido a problemas de salud y Paul Daniel lo reemplazó.  Después de la muerte de Handley, el director de los Proms, Roger Wright, anunció la dedicatoria del concierto de graduación del 10 de septiembre (Prom 73) a Handley.
Handley se casó y se divorció tres veces y tuvo 6 hijos. 

## Discografía
| Año  | Grabación |
| ---- | --- |
| 1965 | - Bax: Symphonic Variations con Guildford Philharmonic Orchestra (Concert Artist). - Bax: Sinfonía n.º 4 & E. J. Moeran: Serenade con Guildford PO (Concert Artist). |
| 1972 | - Geoffrey Bush: Music for orchestra con LPO (Lyrita). |
| 1974 | - Vaughan Williams: Fantasía sobre un tema de Thomas Tallis con LPO (EMI, Classics for Pleasure CfP). - Chaikovski: Hamlet Obertura-Fantasía, con LPO (CfP). |
| 1975 | - Finzi: Intimations of Immortality con Guildford PO (Lyrita). |
| 1976 | - Geoffrey Bush: Yorick Obertura con New Philharmonia Orchestra (Lyrita). - Cyril Rootham: Sinfonía n.º 1 & Josef Holbrooke: The Birds of Rhiannon Op. 87 con LPO (Lyrita). |
| 1977 | - Delius: Summer Night on the River, A Song Before Sunrise, The Walk To the Paradise Garden, On Hearing the First Cuckoo in Spring, La Calinda, Sleigh Ride & Irmelin Prelude con LPO (CfP). - Maconchy: "Proud Thames" Obertura con LPO (Lyrita). - Vaughan Williams: A London Symphony con LPO (EMI). |
| 1978 | - Elgar: Falstaff & Cockaigne con LPO (CfP). - Walton: Sinfonía n.º 1 con RLPO (ASV). - Bliss: Adam Zero con RLPO (EMI). |
| 1979 | - Patrick Hadley: The Trees So High con Guildford Philharmonic Choir & New Philharmonia Orchestra (Lyrita). - Williams: Sinfonía n.º 2 & Ballads con BBC Welsh Symphony Orchestra (BBC Regium, reedición Lyrita). - Moeran: Concierto para violín con LSO (Lyrita). - Maconchy: Serenata Concertante con LSO (Lyrita). - Bliss: Discourse for orchestra, Edinburgh Obertura & Meditations on a theme by John Blow con la Sinfónica de la Ciudad de Birmingham (EMI). - Vaughan Williams: Sinfonía n.º 6 & Prelude and Fugue con LPO (EMI). |
| 1980 | - Elgar: Pompa y circunstancia con LPO (CfP). - Sibelius: Concert works for violin: Two Pieces, Op.77, Serenades, Op.69, Six Humoresques, Op.87 con Ralph Holmes, Orquesta Sinfónica de Radio Berlín (Koch-Schwann). |
| 1981 | - Elgar: Sinfonías n.º 1, n.º 2 & Sea Pictures con LPO (CfP). - Delius: Brigg Fair, In A Summer Garden, Eventyr & A Song of Summer con Halle Orchestra (CfP). |
| 1982 | - Delius: Cello Concerto - Holst: Invocation - Vaughan Williams: Fantasia on Sussex Folk Tunes con Julian Lloyd Webber, cello, Philharmonia Orchestra (RCA). |
| 1983 | - Vaughan Williams: The Wasps Obertura & Serenade to Music - Delius: Two Pieces (Small Orchestra, Summer Evening & Air And Dance) con LPO (Chandos). - Mozart: Sinfonía n.º 39 con LPO (Chandos). - Dvořák: Sinfonía n.º 8 & Nocturne for Strings con LPO (Chandos). - Elgar: Enigma Variations, Introduction and Allegro & Serenade con LPO (CfP). |
| 1984 | - Vaughan Williams: Job con LPO (CfP). - Elgar: Concierto para violín con LPO & Nigel Kennedy (CfP). |
| 1985 | - Vaughan Williams: Five Variants of Dives & Lazarus, The Lark Ascending & The Wasps: Aristophanic Suite con LPO (CfP). - Dvořák: In Nature's Realm Obertura, Carnival Obertura, Othello Obertura & Scherzo Capriccioso con Ulster Orchestra (Chandos). - Delius: Florida Suite & North Country Sketches con Ulster Orchestra (Chandos). |
| 1986 | - Stanford: Sinfonía n.º 3 & Irish Rhapsody n.º 5 con Ulster Orchestra (Chandos). - Bax: On The Sea Shore - Britten: Four Sea Interludes & Passacaglia - Bridge: The Sea con Ulster Orchestra (Chandos). - Concertos (kettledrums de Hertel, Jean-Baptiste Prin & Werner Thärichen, con Thärichen, Bardach & Orquesta Sinfónica de Radio Berlín (Koch-Schwann) - Bax: Spring Fire, Northern Ballad n.º 2 & Symphonic Scherzo con Royal Philharmonic Orchestra (Chandos). - Bliss: A Colour Symphony & Checkmate Suite con Ulster Orchestra (Chandos). - Grieg: Peer Gynt Suite n.º 1, Two Elegaic Melodies, Sigurd Jorsalfar & Danzas sinfónicas con Ulster Orchestra (Chandos). - Finzi: Cello Concerto - Leighton: Veris Gratia Suite con RLPO & Raphael Wallfisch (Chandos). |
| 1987 | - Vaughan Williams: Sinfonía n.º 5 & Flos Campi con RLPO (CfP). - Simpson: Sinfonías n.º 6 & 7 con RLPO (Hyperion). - Stanford: Sinfonía n.º 5 & Irish Rhapsody n.º 4 con Ulster Orchestra (Chandos). - Moeran: Violin Concerto, Symphony & Obertura for a Masque con Ulster Orchestra (Chandos). - Sibelius: Violin Concerto; Chausson: Poema para violín y orquesta con RPO (Chandos). - Dvořák: Biblical Songs Op. 99 con Birgit Finnilä, alto y Orquesta Sinfónica de Malmö (Big Ben Phonogram). - Fernström: Sinfonía n.º 12 Op. 92 con Orquesta Sinfónica de Malmö (Big Ben Phonogram). - Dvořák: Tone Poems op. 107, 109, 110 con Orquesta Sinfónica de Malmö (Big Ben Phonogram). |
| 1988 | - Vaughan Williams: A Sea Symphony con RLPO (CfP). - Walton: Sinfonía n.º 1 & Variaciones sobre un tema de Hindemith con Orquesta Sinfónica de Bournemouth (EMI). - Simpson: Sinfonía n.º 9 con Bournemouth SO (Hyperion). - Bridge: Phantasm - Walton: Sinfonia concertante - Ireland: Concierto para piano en mi bemol mayor con RPO & Kathryn Stott (Conifer). - Stanford: Sinfonía n.º 6 & Irish Rhapsody n.º 1 con Ulster Orchestra (Chandos). - Moeran: Rhapsody for piano & orquesta, Rhapsodies n.º 1 & 2 for orchestra & Serenade con Ulster Orchestra (Chandos). - Brahms: Variaciones sobre un tema de Haydn & Serenade n.º 1 con Ulster Orchestra (Chandos). - Borodín: El príncipe Ígor & En las estepas de Asia Central - Glinka: Ruslán y Liudmila Obertura - Músorgski: Una noche en el Monte Pelado - Rimski-Kórsakov: Capricho español & Obertura de la gran Pascua rusa con Orquesta Hallé (CfP). - Prokófiev: El teniente Kijé Suite con RPO (EMI). - Elgar: Organ Sonata & Wand of Youth Suites n.º 1 & 2 con RLPO (CfP). |
| 1989 | - Stanford: Concierto para piano n.º 2 & Down Among the Dead Men con Ulster Orchestra & Margaret Fingerhut (Chandos). - Stanford: Sinfonías n.º 4 & 7 & Irish Rhapsodies n.º 3 & 6 con Ulster Orchestra (Chandos). - Bax: Enchanted Summer, Walsinghame & Fatherland con RPO & Brighton Festival Chorus (Chandos). - Moeran: In The Mountain Country, Nocturne, Lonely Waters & Whythorne's Shadow con Ulster Orchestra (Chandos - Bliss: Cello Concerto, The Enchantress & Hymn To Apollo con Ulster Orchestra (Chandos). - Grieg: Peer Gynt Suite n.º 2, Suite Lírica & Concierto para piano con Ulster Orchestra & Margaret Fingerhut (Chandos). - Beethoven: Egmont Obertura - Schubert: Sinfonía n.º 8 - Mozart: Sinfonía n.º 40 con Ulster Orchestra (Chandos). - Chaikovski: Romeo y Julieta Fantasía con Ulster Orchestra (Chandos). - Dvořák: Concierto para violín - Bruch: Concierto para violín n.º 1 con RLPO, Tasmin Little (CfP). - Rutland Boughton: Sinfonía n.º 3 & Concierto para oboe con RPO (Hyperion).                  |
| 1990 | - Stanford: Concert Piece para órgano y orquesta & Oedipus Rex Prelude con Ulster Orchestra (Chandos). - Bantock: Celtic Symphony, Hebridean Symphony, Witch of Atlas & The Sea Reivers con RPO (Hyperion). |
| 1991 | - Vaughan Williams: Sinfonia antartica, Partita for Double String Orchestra, Oboe Concerto, Fantasia on Greensleeves, Serenade to Music & English Folk Song Suite con RLPO (CfP). - Simpson: Sinfonía n.º 2 con Bournemouth SO (Hyperion). - Simpson: Sinfonía n.º 10 con RLPO (Hyperion). - Arnold: Sinfonías n.º 7 & n.º 8 con RPO (Conifer). - Stanford: Sinfonías n.º 1 & 2, Irish Rhapsody n.º 2 & Clarinet Concerto con Ulster Orchestra (Chandos). - Howells: Three Dances con RLPO (Hyperion - Howells: Hymnus Paradisi & An English Mass con RLPO & Royal Liverpool Philharmonic Choir (Hyperion). - Sibelius: Concierto para violín - Brahms: Concierto para violín con RLPO, Tasmin Little (CfP). |
| 1992 | - Vaughan Williams: A Pastoral Symphony & Sinfonía n.º 4 con RLPO (CfP). - Bantock: Pagan Symphony, Fifine at the Fair & Two Heroic Ballads con RPO (Hyperion). - Vaughan Williams: Concierto para piano - Foulds: Dynamic Triptych for piano & orquesta con RPO & Howard Shelley (Lyrita). - Howells: Concierto para piano n.º 2 & Concierto para cuerdas con RLPO (Hyperion). - Simpson: Sinfonía n.º 4 con Bournemouth SO (Hyperion). - Nilsson: Concierto para piano 1, op. 63 con Orquesta Sinfónica de Malmö |
| 1993 | - Vaughan Williams: A London Symphony & Sinfonía n.º 8 con RLPO (CFP - Wagner: Oberturas con RPO (Intersound). - Holst: The Planets & St Paul's Suite con RPO (Intersound). - Arnold: Sinfonía n.º 6, Fantasy on a theme by John Field, Sweeney Todd, & Tam O'Shanter Obertura con RPO (Conifer). - Elgar: Dream of Gerontius con RLPO & Huddersfield Choral Society (CfP). - Goossens: Sinfonía n.º 2, Concertino for Double String Orchestra & Fantasy for Nine Wind Instruments con Orquesta Sinfónica de Sídney (ABC Classics). |
| 1994 | - Vaughan Williams: Sinfonía n.º 6 & Sinfonía n.º 9 con RLPO (CfP). - Vaughan Williams: Concierto para piano - Delius: Concierto para piano - Finzi: Eclogue con RLPO & Piers Lane (CfP). - Rajmáninov: Sinfonía n.º 2 con RPO (Intersound). - Arnold: Sinfonía n.º 2, A Grand Grand Obertura, Carnival of Animals, Concerto (2 Pianos (3 Hands) con RPO (Conifer). - Simpson: Sinfonías n.º 3 & 5 con RPO (Hyperion). - Bax: Obertura To Adventure, Rogue's Comedy Obertura & Work In Progress recorded con RPO (Lyrita). |
| 1995 | - Bantock: The Cyprian Goddess, Helena & Dante and Beatrice con RPO (Hyperion). - Joubert: Sinfonía n.º 1 con LPO (Lyrita). - Goossens: Divertissement, Variations on a Chinese Theme, The Eternal Rhythm & Kaleidoscope con Melbourne Symphony Orchestra (ABC Classics). |
| 1996 | - Simpson: Sinfonías n.º 1 & 8 con RPO (Hyperion). - Arnold: Sinfonía n.º 9 & Concertino para oboe y cuerdas con Bournemouth SO (Conifer). - Arnold: Sinfonías n.º 1 & n.º 5 con RPO (Conifer). - Arnold: Sinfonías n.º 3 & n.º 4 con RLPO (Conifer). - Bruch: Scottish Fantasy - Lalo: Sinfonía española con Royal Scottish National Orchestra (CfP). - Goossens: Sinfonía n.º 1, Oboe Concerto, Tam'O'Shanter & Concert Piece con West Australian Symphony Orchestra (ABC Classics). |
| 1997 | - Bantock: Sappho & Sapphic Poem con RPO & Julian Lloyd Webber (Hyperion). - Mackenzie: Violin Concerto & Pibroch Suite con Royal Scottish National Orchestra (Hyperion). - Dvořák: Lengends & American Suite con West Australian Symphony Orchestra (ABC Classics). |
| 1998 | - Arnold: Symphony for strings, Philharmonic Obertura, Comedy Obertura, Water Music, Anniversary Obertura, Peterloo Obertura & A Flourish For Orchestra con BBC Concert Orchestra (Conifer). - Bax: Concertante para piano y orquesta, In Memoriam & Bard of the Dimbovitza con BBC Philharmonic (Chandos). - McCabe: Concierto para flauta & Sinfonía n.º 4 con BBC Symphony Orchestra (Hyperion). |
| 1999 | - Edgar Bainton: Sinfonía n.º 2 - Hubert Clifford: Sinfonía - John Gough: Serenade con BBC PO (Chandos). |
| 2001 | - Bantock: Thalaba The Destroyer, Processional, Caristiona, Camel Caravan & Two Preludes con RPO (Hyperion). - Wagner: Cabalgata de las valquirias & Lohengrin. RPO 204408201 Tring International PLC prod. Michael Infante & Steve Deakin-Davies |
| 2002 | - Benjamin Dale: The Flowing Tide con BBC SO (emitido por BBC Radio 3). |
| 2003 | - Bax: Seven Symphonies, Tintagel & Rogue's Comedy Obertura con BBC PO (Chandos). - Bantock: Song of Songs (Days 2, 3 & 5), Obertura to a Greek Tragedy, Pierrot of the Minute & The Wilderness & Solitary Place con RPO (Hyperion). |
| 2004 | - Arnold: Sinfonía n.º 6, Beckus the Dandipratt, The Inn of the Sixth Happiness & Flourish for a 21st Birthday con LPO (LPO Records). |
| 2005 | - Bax: In The Faery Hills, November Woods, The Garden of Fand & Sinfonietta con BBC PO (Chandos). - York Bowen: Concierto para violín; Concierto para piano n.º 1 con BBC Concert Orchestra (Dutton). |
| 2006 | - Bainton: Sinfonía n.º 3 - Boughton: Sinfonía n.º 1 con BBC Concert Orchestra (Dutton). - Bax: Northern Ballads n.º 1, 2 & 3, Nympholept, Into The Twilight & Red Autumn con BBC PO (Chandos). |
| 2007 | - Bantock: Omar Khayyám (complete) con Catherine Wyn-Rogers, Toby Spence, Roderick Williams, BBC SO & BBC Symphony Chorus (Chandos). - Bax: The Happy Forest con BBC PO (Chandos). - Bowen: Concierto para pianos n.º 2 & 3 & Symphonic Fantasia con Michael Dussek (piano) & BBC CO (Dutton). |